# Ся Янь
Ся Янь (кит. 夏衍, пиньинь Xià Yǎn, настоящее имя Шэнь Найси или Шэнь Дуаньсянь; 30 октября 1900 — 6 февраля 1995) — китайский драматург, сценарист и общественный деятель. Член КПК с 1927 года, заместитель министра культуры КНР в 1954—1965 годах.

## Биография
Окончил высшую техническую школу в Японии. Выступал как критик и теоретик. Печататься начал с конца 1920-х годов. По возвращении на родину в 1927 году Ся, высланный японскими властями за свою политическую деятельность, вступил в Коммунистическую партию Китая (КПК) и участвовал в Северном походе. В 1930 году стал одним из создателей Лиги левых писателей Китая. Был одним из руководителей Китайского кинематографического общества (основано в 1933 г.) и Всекитайской ассоциации кинематографистов по отпору врагу (основана 1938). 
Занимался переводами с русского языка сценариев, теоретических работ по кино. Писал пьесы, киносценарии и статьи о театре и кино. Перевёл роман «Мать» Максима Горького, а также ряд произведений японских писателей, инсценировал на сцене роман Льва Толстого «Воскресение». Считается, что он познакомил Китай с советским кинематографом. В центре внимания двух его пьес 1936 года — судьбы участниц освободительной борьбы времён конца империи Цин: куртизанки Сай Цзиньхуа, которая использовала свой роман с немецким генералом Альфредом фон Вальдерзее, чтобы помочь Китаю во время Боксёрского восстания, и поэтессы-революционерки Цю Цзинь.
После 1949 года, ознаменовавшегося победой коммунистов в гражданской войне и провозглашением КНР, руководил учреждениями культуры Шанхая. С 1955 года — заместитель министра культуры КНР. В 1961 году Ся неявно критиковал «Большой скачок» в статье «Поднять киноискусство нашей страны на новый уровень», призывавшей к большему разнообразию и автономии для творцов. Во время «культурной революции» был репрессирован, провёл восемь лет в заключении. В 1979 году избран председателем Союза китайских кинематографистов и назначен советником Министерства культуры КНР.

## Избранная фильмография

### Сценарист
- 1933 — Яростный поток /
- 1933 — 24 часа Шанхая /
- 1933 — Весенние шелкопряды / Chun can (совместно с Цай Чушэн)
- 1956 — Моление о счастье / Zhu Fu
- 1959 — Лавка господина Линя / Lin jia pu zi
- 1961 — Семья революционеров / Geming jiating (с Шуй Хуа и Чэн Тао)

## Пьесы
- Жизнь Цю Цзинь (1936)
- Сай Цзинь-хуа (1936)
- Душа свободы (1937)
- Под крышами Шанхая / Шанхай уянь ся (1937)
- За год / Инянь цзянь (1939)
- Бациллы фашизма / Фасисы сицзюнь (1942)
- Испытание / Каоянь (1954)
- Бдительность / Синь фан
- В небесах и среди людей / Тяньшан жэньцзянь

## Сочинения
- Ся Янь цзюйцзо сюань. — Пекин, 1953.
- Седянь-ин цзюйбэнь-ды цзигэ вэньти. — Пекин, 1959.
- Се дяньин цзюйбэньды цзигэ вэньти (О некоторых проблемах создания сценария). — 2 изд., Пекин, 1978.
- Дяньин луньвэнь цзи (Избранные статьи по кинематографии). — 2 изд., Пекин, 1979.
- Моление о счастье. // Сценарии китайского кино. (пер. с кит.) — М., 1959.
- Под крышами Шанхая. (пер. с кит.) — М., 1961.